# Kajiado
Kajiado est une ville kényane située dans le comté de Kajiado, dans le sud de la province Vallée du Rift.